# トマーシュ・ソウチェク
- トマーシュ・スーチェク
- トマーシュ・ソーチェク

トマーシュ・ソウチェク（Tomáš Souček , 1995年2月27日 - ）は、チェコ・ヴィソチナ州ハブリーチクーフ・ブロト出身の同国代表サッカー選手。ウェストハム・ユナイテッドFC所属。ポジションはMF。メディアによってはトマーシュ・スーチェクやトマーシュ・ソーチェクなどの表記もある。

## クラブ経歴
2013年にSKスラヴィア・プラハに入団。2013-14シーズンは出場はなく、2014-15シーズン途中にFKヴィクトリア・ジシュコフにローン移籍し、2015年3月8日のFCファスタフ・ズリーン戦でプロデビュー。その後2016-17シーズンもFCスロヴァン・リベレツにローン移籍。2018-19シーズンは34試合13得点を記録し、リーグ優勝に貢献。同シーズンの活躍で1.FCケルンが、ソウチェクの獲得に乗り出したものの、スラヴィア・プラハと2019年6月に2024年までの契約を締結した。
UEFAチャンピオンズリーグ 2019-20には、グループFにFCバルセロナ、インテルナツィオナーレ・ミラノ、ボルシア・ドルトムントと同じ組に入り、10月23日のホームでのバルセロナ戦の前にソウチェクはチームキャプテンとして意気込みを語っていたが、試合は1-1で終えた。12月10日のグループリーグ最終戦のドルトムント戦では同点ゴールを決めたものの、1-2で敗れ、グループリーグ最下位に終わった。
2020年1月29日、ウェストハム・ユナイテッドFCに2019-20シーズン終了までローン移籍で加入したことが発表。2019-20シーズンは途中加入ながら13試合3得点を記録し、チームの1部残留に貢献。シーズン終了後に完全移籍が決まった。

## 代表経歴
プロデビューした2013年からユース世代のチェコ代表でプレーし、2016年11月のデンマーク戦で、フル代表初出場を果たした。
2021年3月24日のカタール・ワールドカップ予選、エストニア戦においてハットトリック達成し、チェコの選手としてワールドカップ予選におてハットトリックを達成した初の選手となった。

### 代表戦での得点
| # | 開催日         | 会場                                         | 対戦国       | スコア | 結果 | 大会                          |
| - | -------------- | -------------------------------------------- | ------------ | ------ | ---- | ----------------------------- |
| 1 | 2017年11月8日  | アブドゥッラー・ビン・ハリーファ・スタジアム | アイスランド | 1–0    | 2–1  | 親善試合                      |
| 2 | 2018年9月10日  | ロストフ・アリーナ                           | ロシア       | 1–3    | 1–5  | 親善試合                      |
| 3 | 2019年9月10日  | スタディオン・ポド・ゴリツォム               | モンテネグロ | 1–0    | 3–0  | UEFA EURO 2020予選            |
| 4 | 2020年11月18日 | トゥサン・アレナ                             | スロバキア   | 1–0    | 2–0  | UEFAネーションズリーグ2020-21 |
| 5 | 2021年3月24日  | アレーナ・ルブリン                           | エストニア   | 3–1    | 6–2  | 2022 FIFAワールドカップ予選   |
| 6 | 2021年3月24日  | アレーナ・ルブリン                           | エストニア   | 4–1    | 6–2  | 2022 FIFAワールドカップ予選   |
| 7 | 2021年3月24日  | アレーナ・ルブリン                           | エストニア   | 5–1    | 6–2  | 2022 FIFAワールドカップ予選   |
| 8 | 2021年11月11日 | オロモウツ、アンドルーフ・スタディオン       | クウェート   | 4-0    | 7-0  | 親善試合                      |
| 9 | 2022年3月29日  | カーディフ、カーディフ・シティ・スタジアム   | ウェールズ   | 1-0    | 1-1  | 親善試合                      |